# Leonid Milov

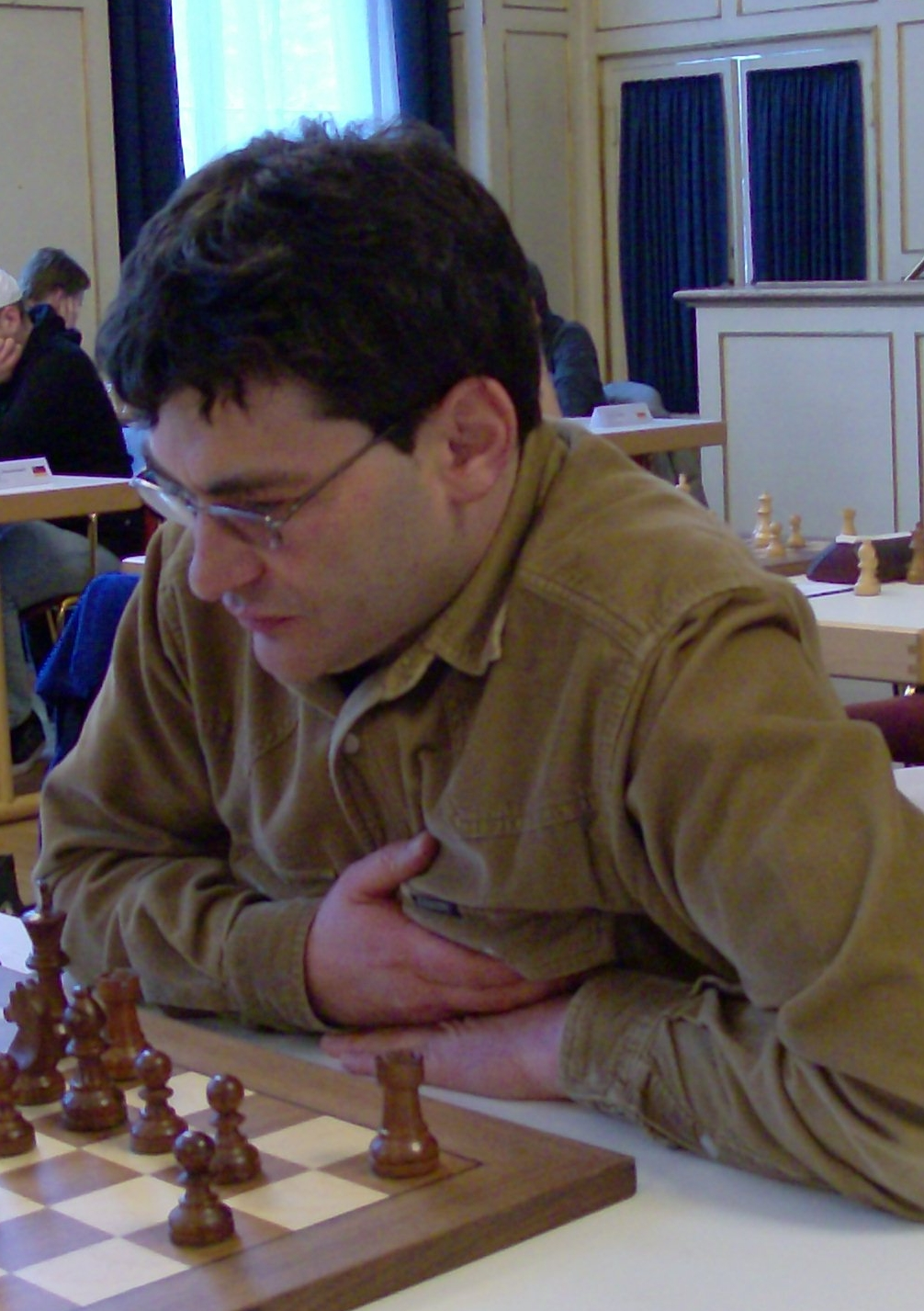
Leonid Milov (2010)

Leonid Volodimirovitsj Milov (Oekraïens: Леонід Володимирович Мілов) (Dnipropetrovsk, 6 februari 1966) is een Oekraïense schaker met FIDE-rating 2431 in 2017. Hij is (sinds 2012) een grootmeester (GM).
Milov leerde het schaken op achtjarige leeftijd. Tussen 1978 en 1985 volgde hij schaakonderricht in Dnipropetrovsk en speelde hij in veel jeugdschaaktoernooien. In 1982 en 1983 won hij het open jeugdkampioenschap van Oekraïne in de categorie tot 25 jaar.
In de periode 1983–1987 studeerde hij aan de filologische faculteit van de staatsuniversiteit van Dnipropetrovsk. Van 1986 tot zijn emigratie naar Duitsland in 2000 werkte hij als schaaktrainer in een school voor kinder- en jeugdsport in Dnipropetrovsk.
In 1991 behaalde hij bij het internationale Open „Boedapest Spring Festival“ zijn eerste IM-Norm (7 pt. uit 9 partijen). Hij won het „First Saturday“-toernooi in Boedapest in oktober 1992, daarbij weer een IM-norm behalend (8.5 pt. uit 11 partijen). In 1993 verleende de FIDE hem de titel Internationaal Meester (IM).
Via een Oekraïense schaakvriend kwam Milov in contact met schaakvereniging Noris Tarrasch 1873 e.V. in Neurenberg. Dit leidde tot zijn emigratie naar Duitsland in 2000. Sindsdien woont Leonid Milov in Mainz.
- In 2004 won Milov het 7e Rhein-Main-Open toernooi in Bad Homburg vor der Höhe[1] (6.5 pt. uit 7 partijen)
- In juni 2005 werd in Echternach het open rapidschaak-toernooi gehouden dat zeven winnaars opleverde: de Nederlander Marcel Peek, de Zweed Slavko Cicak, de Tsjech Vlastimil Jansa, de Oekraïner Aleksandar Berelovitsj, de Duitser Georg Meier, de Oekraïner Leonid Milov en de Duitser Florian Handke, ieder met 7.5 punt uit 9 ronden.
- In 2007 won hij het 14e Selestat Internationaal toernooi en het 2e Internaal Open Mannheimer Weihnachts toernooi (7 pt. uit 7 partijen)[2]
- In 2008 won Milov in Frankfurt-Griesheim het 11e Karl-Mala Open toernooi[3]
- Hij won in 2009 het 33e Zürcher Weihnachtsopen
- In 2010 won hij het Wunsiedel-Meister Open[4] (5.5 pt. uit 7 partijen) en het 19e Open Apolda toernooi[5]
- Tijdens de jaren 2006–2010 won hij vijf keer de A-groep van het Internationale Open toernooi “Hasslocher Schachtage”

In september 2012 verkreeg Milov op het FIDE-congres in Istanboel de grootmeester-titel. De hiervoor vereiste GM-normen behaalde hij bij het 1e Pfalz-Open (febr. 2008) in Neustadt an der Weinstraße, het 2e Pfalz-Open (febr. 2009) op dezelfde locatie en in Duitse bondscompetitie seizoen 2011/12.
In België speelt Milov sinds 2010 voor de KSK 47 Eynatten, waarmee hij in 2011 en 2014 kampioen van België werd.
Leonid Milov is sinds 1996 gehuwd en heeft een zoon.

## Externe koppelingen
- (en)   Informatie over schaakpartijen van Leonid Milov op ChessGames.com
- (en)   Informatie over schaakpartijen van Leonid Milov op 365chess.com
- (en)  FIDE-ratinggegevens voor Leonid Milov